# Olešnice (Hradec Králové)
Olešnice è un comune della Repubblica Ceca facente parte del distretto di Hradec Králové, nella regione omonima.